# Martine (impératrice byzantine)
Pour les articles homonymes, voir Martine.
Martine (née vers 598 et morte après 641) est une impératrice byzantine.

## Biographie
Elle était la nièce maternelle de l'empereur Héraclius, fille de sa sœur Maria et de son premier époux Martinos. Sa mère se remaria avec Eutropios et leur fils Stéphane fut otage en Perse en 626. Quelque temps après la mort de sa première épouse Fabia Eudocia en août 612, Héraclius la prit pour femme (entre 614 et 623 selon les historiens) au grand scandale de l'Église et de l'opinion publique. Elle accompagna l'empereur au cours de ses campagnes militaires contre les Perses (624-629). Le couple eut onze enfants, dont Héraclonas, né en 626 et qu'Héraclius fit couronner en 638, le posant en concurrent de son fils aîné Constantin III, né en 612 de Fabia Eudocia et qui avait lui-même deux fils. Cette organisation très maladroite de la succession fut attribuée à l'ambition de Martine et à l'influence qu'elle exerçait sur son oncle et mari.
Parmi leurs onze enfants, quatre moururent en bas âge et deux étaient handicapés. Ce mariage incestueux passa aux yeux de beaucoup pour maudit. En 617 son mari fait César le premier de ses fils, Constantin, né en 615, mais celui-ci meurt aux environs de 631. Son deuxième fils, Flavius ou Fabius, né vers 616 (et qui avait un cou paralytique), mourut également vers 631, aussi que deux filles, nées aux environs de 618 et 620. Son fils Théodosius, né en Perse en 622, était sourd-muet. Il mourut la même année (ou en tout cas avant 641) que ses frères et sœurs et se maria avec sa cousine Nike, née vers 615 et décédée après 630, fille de Nicétas et de sa femme Grégoria, sans postérité. Le 7 juillet 638, en présence de son fils aîné, Héraclius fit couronner un des fils de Martine, Héraclonas, né en 626, et le fit donc cohéritier. Cette démarche incompréhensible, qui faisait peser une menace d'affrontement après sa mort, fut attribuée à l'influence qu'avait acquise l'ambitieuse Martine sur l'esprit troublé du vieil empereur malade. Son fils David, né en Asie Mineure le 7 novembre 630, fut renommé Tiberius et fait césar en 637 et auguste en 641, et son autre fils Marinus, né vers 632, fut aussi fait césar. Ses deux filles Augustina, née vers 634 et Martina, née vers 636, furent également faites augustes en 638.
À la mort d'Héraclius (11 février 641), Martine tenta de défendre les intérêts d'Héraclonas contre Constantin III et ses fils. Mais l'impératrice incestueuse était fort impopulaire, tandis que Constantin III acquit la bienveillance des soldats par une gratification généreuse de début de règne (donativum). À la mort prématurée de Constantin III (25 mai), Martine se trouva régente, mais démunie d'argent. Accusée (sans doute à tort) d'avoir empoisonné son beau-fils, elle fut en butte à une révolte militaire dirigée par Valentin, commandant de la principale armée d'Orient et fidèle de Constantin III, et à une émeute populaire dans la capitale. Soutenue par le patriarche Pyrrhus, elle tenta de se rétablir en acceptant le couronnement du jeune Constant II, fils de Constantin III, mais rien n'y fit. Déposée par Valentin avec Héraclonas (septembre), elle eut la langue tranchée et fut exilée à Rhodes, où elle mourut.